# Thamnea matroosbergensis
Thamnea matroosbergensis är en tvåhjärtbladig växtart som beskrevs av Anthony Vincent Hall. Thamnea matroosbergensis ingår i släktet Thamnea och familjen Bruniaceae. Inga underarter finns listade.